# Smaragdpurperkoet
De smaragdpurperkoet (Porphyrio madagascariensis) is een vogel uit de familie van de rallen (Rallidae).

## Verspreiding en leefgebied
Deze soort komt voor in Egypte, Afrika bezuiden de Sahara en Madagaskar.

## Status
De smaragdpurperkoet komt niet als aparte soort voor op de lijst van het IUCN, maar is daar een ondersoort van de (gewone) purperkoet  als Porphyrio porphyrio madagascariensis.